# Reginald Hayward (homme politique)
Pour les articles homonymes, voir Reginald Hayward et Hayward.
Reginald Hayward (2 mai 1880-15 novembre 1961) est un homme politique canadien de la Colombie-Britannique. Il est député provincial conservateur de la circonscription britanno-colombienne de Victoria City de 1924 à 1933. Il est également maire de la ville de Victoria de 1922 à 1924.

## Biographie
Né à Victoria en Colombie-Britannique, Hayward travaille pour l'entreprise paternelle B.C. Funeral Company. Il entame une carrière publique en siégeant au conseil scolaire et comme conseiller municipal de Victoria avant d'en devenir le maire.
Hayward est le fils de Charles Hayward également ancien maire de Victoria de 1900 à 1902, et meurt à Victoria en novembre 1961.